# شيغيلة فلكسنرية النمط الخامس
شيغيلة فلكسنرية النمط الخامس (بالإنجليزية: Shigella flexneri serotype 5)‏ هي نمط بكتيري من أنماط الشيغيلة الفلكسنرية ضمن شعبة المتقلبات.